# Biome amazonien
 (novembre 2024).
Si vous disposez d'ouvrages ou d'articles de référence ou si vous connaissez des sites web de qualité traitant du thème abordé ici, merci de compléter l'article en donnant les références utiles à sa vérifiabilité et en les liant à la section « Notes et références ».
Localisation
Le biome amazonien comprend la forêt amazonienne, une zone de forêt tropicale humide et d'autres écorégions qui couvrent la majeure partie du bassin amazonien, ainsi que certaines zones adjacentes au nord et à l'est. Le biome contient des forêts inondées, des forêts de plaine et de terra firme montagnarde, des forêts de bambous et de palmiers, de la savane, des landes de sable et de la toundra alpine. Certaines zones sont menacées par la déforestation dans un but de récolte du bois et pour créer des pâturages ou des plantations de soja. 

## Localisation
Le biome amazonien a une superficie de 6 700 000 km2 . Il correspond à peu près au bassin de l'Amazone, mais exclut les régions des Andes à l'ouest et le cerrado (savane) au sud. Il comprend des terres au nord-est s'étendant jusqu'à l'océan Atlantique avec une végétation similaire dans le bassin amazonien. JJ Morrone (2006) définit la sous-région amazonienne dans ce sens plus large, comme divisée en provinces biogéographiques : Guyane, Guyane humide, Napo, Imeri, Roraima, Amapá, Várzea, Ucayali, Madère, Tapajós-Xingu, Pará, Yungas et Pantanal . Le WWF a une définition similaire, où le biome amazonien comprend les forêts tropicales du Plateau des Guyanes au nord et les forêts sèches de Chiquitano en Bolivie. 
Le biome couvre des parties du Brésil, de la Bolivie, du Pérou, de l'Équateur, de la Colombie, du Venezuela, du Guyana, du Suriname et de la Guyane française. Au Brésil, le biome couvre plus de 4 100 000 km2 et couvre tout ou partie des États d'Acre, Amazonas, Roraima, Rondônia, Pará, Amapá, Maranhão, Tocantins et Mato Grosso. Il recouvre donc 49,29% du Brésil. 16% du biome se trouve au Pérou. En 2015, environ 23,4% du biome de amazonien du Pérou était protégé, mais moins de la moitié l'était entièrement. 

## Environnement physique

### Terrain

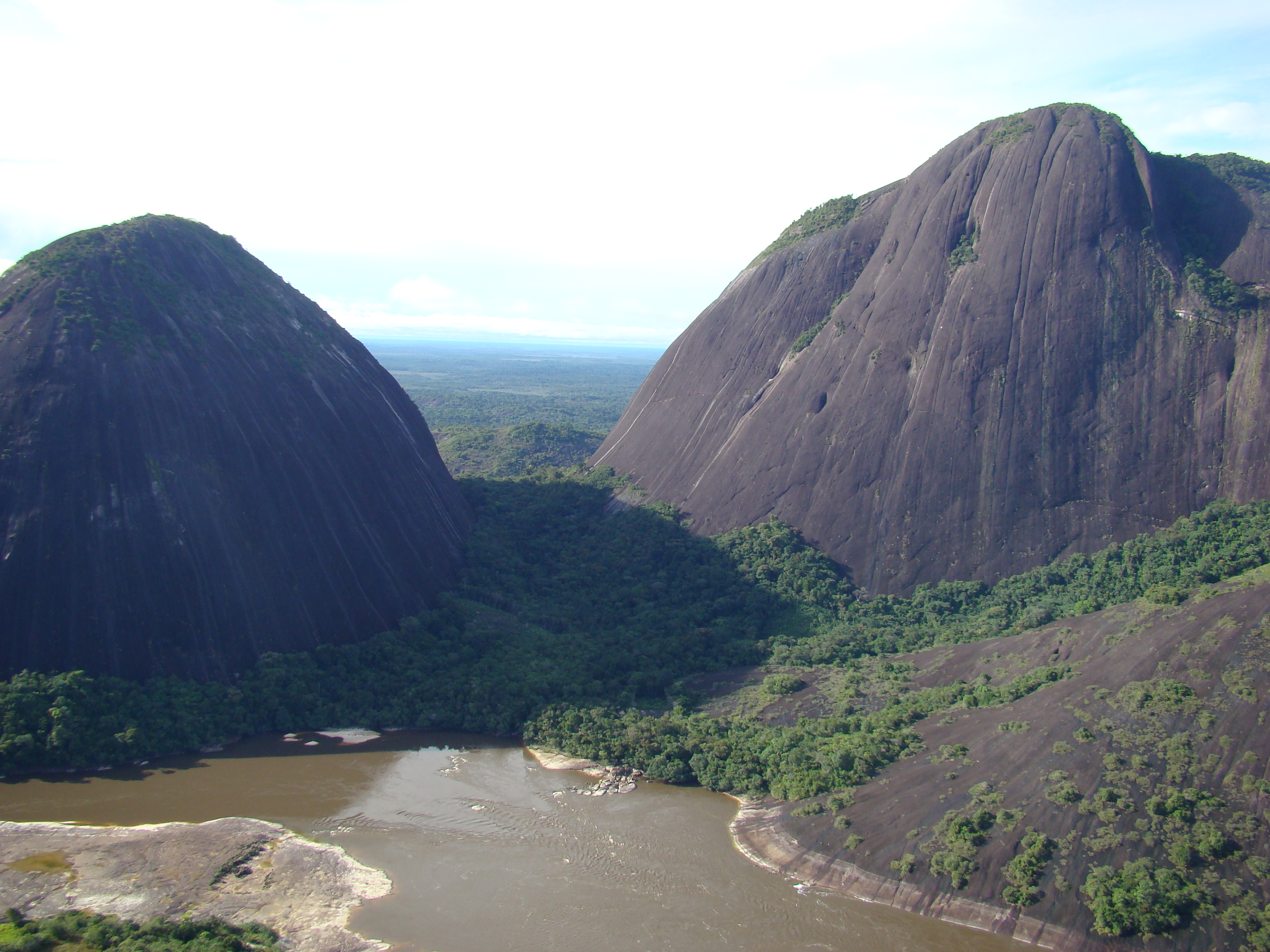
Cerros de Mavecure dans le Plateau des Guyanes en Colombie.

Une grande partie du biome amazonien, en particulier autour des rivières, est constituée de plaines. Le Plateau des Guyanes est une zone de hautes terres le long de la frontière entre le Brésil, le Venezuela et le Guyana. Les hautes terres du sud de l'Amazonie traversent des parties du Rondonia et du Mato Grosso, et les parties sud de l'Amazonas et du Para. 
Le bassin amazonien est traversé par des crêtes ou « paléoarches » qui relient les plateaux guyanais et brésiliens et les divisent en sous-bassins géologiques. Ce sont les arcs Iquitos ou Jutai au Pérou et à Acre, l'arc Carauari à travers le Rio Negro et Solimões, l'arc Purus à l'ouest de Manaus, l'arc Monte Alegre à l'ouest du Tapajós et l'arc Gurupa à l'ouest de Marajó. Selon le modèle paléoarque, les paléo-bassins entre les arches forment des centres de diversification biologique. Ainsi, la présence de l'arc d'Iquitos est considérée comme la principale explication de l'existence des différentes espèces de grenouilles et de rongeurs et des différents types de forêts de chaque côté de la crête. 

### Sol
Le sol est en moyenne très pauvre en nutriments et les zones déboisées sont souvent impropres à l'agriculture ou au pâturage. Une grande partie du phosphore nécessaire à la vie est soufflée par le vent provenant d'Afrique, sous forme de poussières diatomées de la dépression de Bodélé et de fumées dues à la combustion de biomasse en Afrique. Il existe de grandes variations régionales dans les types de sols. Ainsi, 20% du bassin du Rio Negro est constitué de podzosols et 55% d'acrisols et de ferralsols, le reste étant recouvert par des sols alluviaux et litholiques et des zones dispersées de plinthosols hydromorphes. Dans l'ensemble du biome, les podzols ne couvrent que 136 000 km2, soit 2,7% de sa superficie. 

### Climat
Au Brésil, la température moyenne du biome est de 26 °C et les précipitations moyennes sont de 2 300 mm, mais il existe de grandes variations d'une région à l'autre. Le biome dans son ensemble a des précipitations annuelles de 1 500 à 3 000 mm, dont la moitié environ est transportée par les vents de l'Atlantique et l'autre moitié par évapotranspiration. Il y a de grandes variations dans la pluviométrie totale et la répartition des précipitations tout au long de l'année. 

### Eau

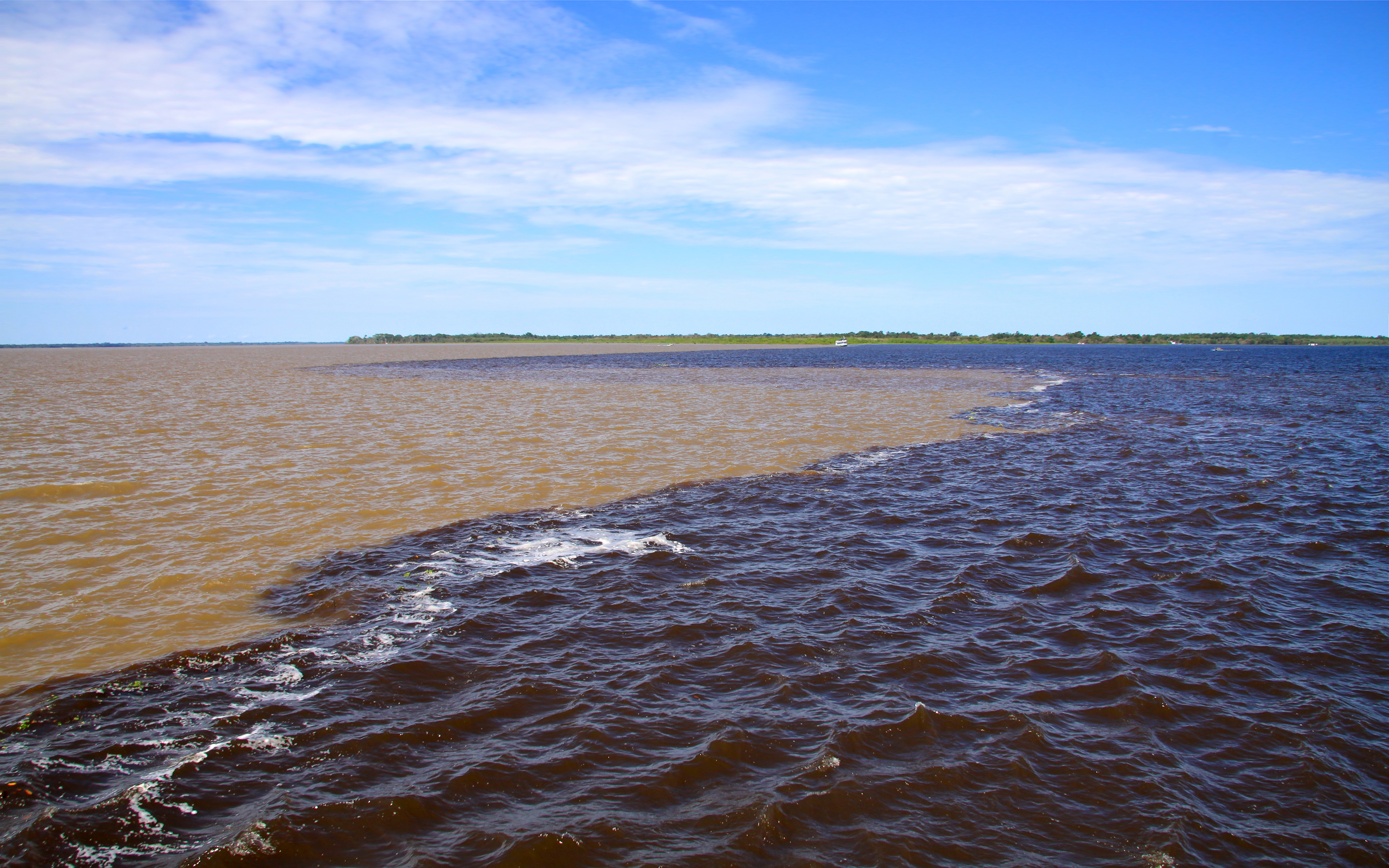
L'eau blanche des Solimões et l'eau noire du Rio Negro convergent pour former le fleuve Amazone.

Le bassin versant de l'Amazone couvre environ 5 846 100 km2. Le fleuve Amazone représente 15 à 16% de l'eau totale déversée par les fleuves dans les océans du monde. Les rivières peuvent être des eaux noires, des eaux vives ou des eaux claires. Ainsi, le Rio Negro (« Rivière Noire ») a une eau claire et noire comme le jet causé par la décomposition de la matière organique dans les marais le long de ses marges, combinée à de faibles niveaux de limon. Le Rio Branco (« Rivière Blanche ») et l'Amazone lui-même ont des eaux jaunâtres chargées de limon. La rivière Tahuayo dans la zone de conservation régionale de Tamshiyacu Tahuayo au Pérou est classée comme une rivière à eaux noires, mais a souvent une chimie similaire aux rivières à eaux vives de la région, car elle se trouve dans la plaine inondable du fleuve Amazone et reçoit de l'eau de ce fleuve. 
L'Amazone et ses principaux affluents tels que le Xingu, Tapajós, Madère, Purus et Rio Negro peuvent être des obstacles à la dispersion des plantes, des animaux et même des insectes. Ainsi, le capucin à front blanc (Cebus albifrons) et le saki velu (Pithecia hirsuta) se retrouvent à l'ouest du Tapajós, tandis que le saki à nez blanc (Chiropotes albinasus) ne se trouve qu'à l'est du fleuve. Le WWF divise le biome en écorégions, correspondant souvent aux régions situées entre les principaux affluents de l'Amazone.

## Écosystèmes

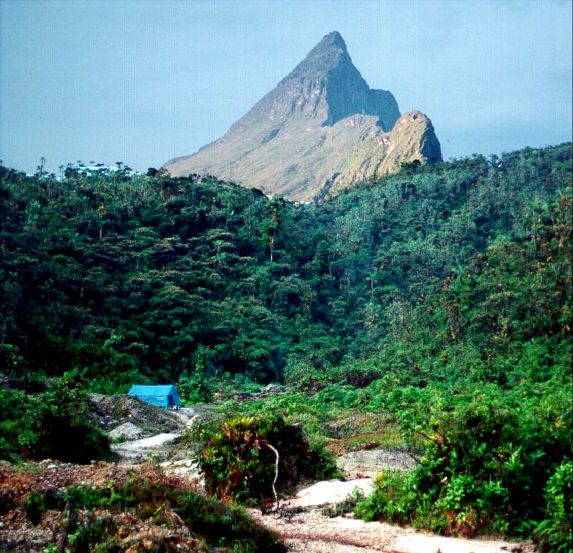
Pico da Neblina à la frontière entre le Brésil et le Venezuela. Le parc national du Pico da Neblina possède une grande variété d'écosystèmes.

La majeure partie de l'intérieur du bassin amazonien est couverte de forêt tropicale. La forêt tropicale humide amazonienne dense est la plus grande forêt tropicale humide du monde. Elle couvre entre 5 500 000 et 6 200 000 km2 des 6 700 000 à 6 900 000 km2 du biome amazonien. Les chiffres quelque peu vagues sont dus au fait que la forêt tropicale fusionne en biomes similaires à travers ses frontières. La forêt tropicale est une « forêt tropicale à feuilles larges », ainsi appelée parce que la plupart des arbres ont de larges feuilles. Le bassin contient également des forêts riveraines ou várzea inondées, des forêts saisonnières et de la savane. La forêt saisonnière couvre une grande partie de la frontière sud-est, et subi des saisons sèches marquées lorsqu'il y a des incendies fréquents. Le biome amazonien contient des zones d'autres types de végétation, notamment des prairies, des marécages, des bambouseraies et des palmeraies. 
Il existe 53 grands écosystèmes et plus de 600 types différents d'habitats terrestres et d'eau douce. Parmi les écosystèmes, 34 sont des zones forestières couvrant 78% du biome, 6 des zones de montagne des Andes (1,5%), 5 des plaines inondables (5,83%), 5 des savanes (12,75%) et deux des steppes tropicales (1,89%). L'Amazonie brésilienne détient 30 des 53 écosystèmes, dont 19 sont des forêts avec 77,5% de la superficie. Les frontières du biome contiennent des écotones qui se fondent dans d'autres biomes tels que le cerrado. 
Il existe une énorme diversité biologique au sein de ces écosystèmes. Une source indique qu'il existe environ 60 000 espèces végétales, dont 30 000 sont endémiques. Une autre dit qu'il existe de 30 000 à 50 000 espèces végétales. Le ministère brésilien de l'environnement, en janvier 2013, recensait 2 500 espèces d'arbres et 30 000 espèces de plantes. Il existe 1 400 espèces de poissons, 163 d'amphibiens, 387 de reptiles et plus de 500 de mammifères dont 90 primates. 87% des amphibiens, 62% des reptiles, 20% des oiseaux et 25% des mammifères sont endémiques du biome. 109 espèces de lézards et de reptiles amphisbaena sont connues pour être présentes, et 138 espèces de serpents. Sur les 1 300 espèces d'oiseaux, 20% sont endémiques et 8,4% sont en danger. 
Un espace relativement petit peut contenir une grande variété d'écorégions. Ainsi, le parc national du Pico da Neblina au nord d'Amazonas, au Brésil, contient des campinarana, une forêt tropicale dense et des zones tampons entre campinarana et forêt tropicale. Les formations végétales comprennent des forêts de terra firme et des igapós. Les forêts de basse montagne gravissent les premiers pas du plateau des Guyanes à environ 1 000 m, suivies des forêts de moyenne montagne. Les lichens et les broméliacées poussent jusqu'à 2 000 m. Il y a aussi de la toundra alpine sur les plateaux tabulaires. 

### Forêt humide

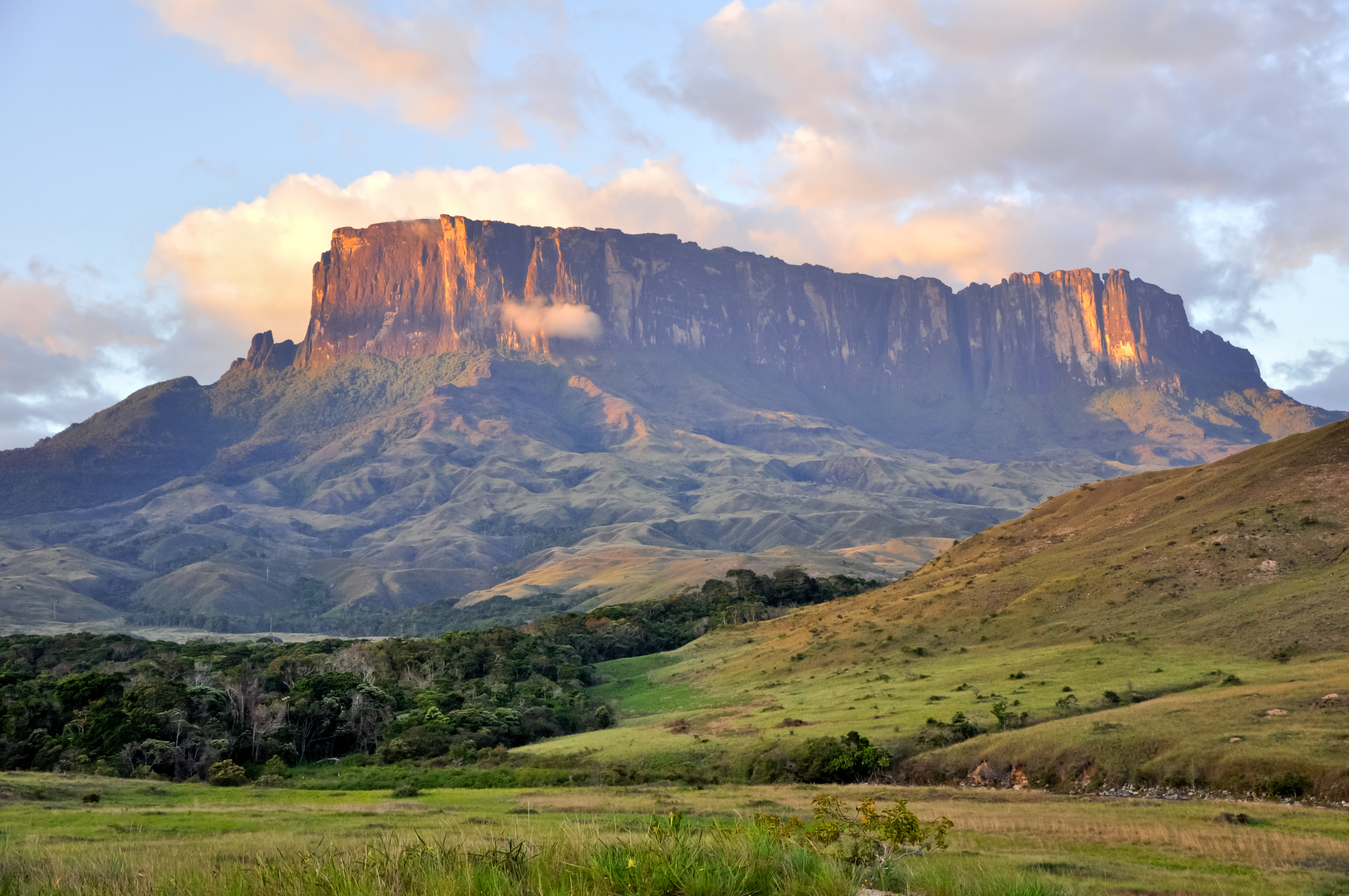
Kukenan Tepuy au Venezuela. Les sommets des Tepuis ont une végétation unique.

Le bassin amazonien comprend plusieurs grandes zones de forêt humide, qui forment ensemble la forêt amazonienne. Ce sont celles de Caquetá, Japurá-Solimões-Negro, Juruá-Purus, Madeira-Tapajós, Napo, Purus-Madeira, Solimões-Japurá, du sud ouest de l'Amazonie, Tapajós-Xingu, Tocantins-Pindara, Uatuma-Trombetas, Ucayali et Xingu-Tocantins - Forêts humides d'Araguaia. Chacune a une végétation distincte. Dans la définition large privilégiée par le Fonds mondial pour la nature (WWF), le biome amazonien comprendrait également le Tepuy, les montagnes de la table avec leur végétation unique, le Negro-Branco, les hautes terres de Guayane, le piémont de Guianan, et les plaines humides de Guianan, les forêts et la savane guyanaise . 
Dans le sud-ouest de l'Amazonie, plus de 161 500 km2 de forêt sont dominés par les bambous. Ceux-ci se reproduisent dans des zones où il y a eu récemment un soulèvement tectonique combiné à une érosion mécanique rapide et un mauvais drainage. Dans chaque parcelle de bambous, chaque plante fleurit simultanément tous les 27 à 28 ans et produit un grand nombre de graines avant de mourir. Le parc d'État de Chandless est au centre de la région de la forêt de bambous du biome sud-ouest de l'Amazonie, et possède trois espèces endémiques du genre de bambou Guadua. La végétation est classée comme forêt de palmiers, de bambous, forêt alluviale de bambous et forêt dense.

### Forêt alluviale

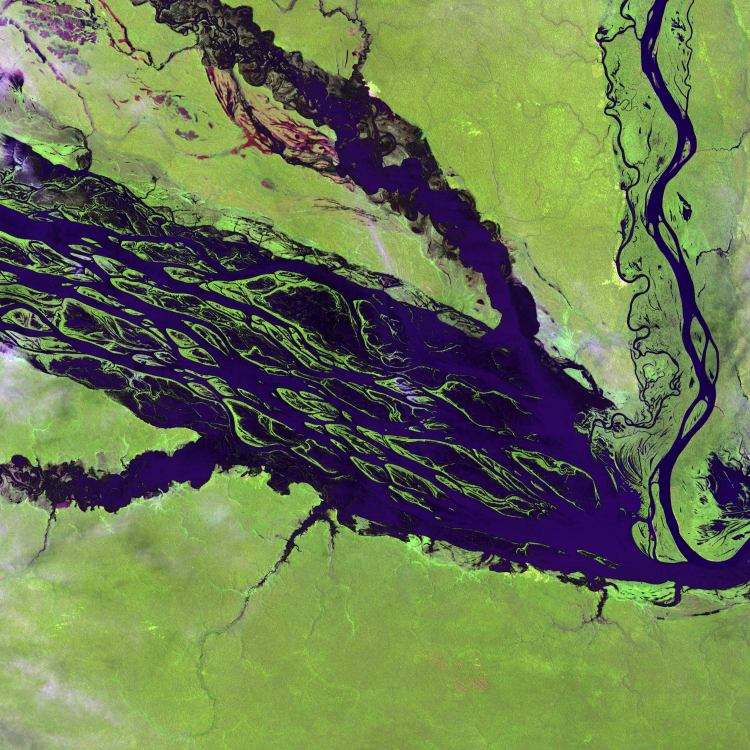
Igapó du Parc National de Jaú vu de Landsat 7.

Avant l'étude de Ghillean Prance en 1979, la population locale et de nombreux scientifiques appelaient le marais gorgé d'eau en permanence sur la basse Amazonie « igapó » et tous les types de terres périodiquement inondées « várzea ». Une définition plus récente, de Prance, est : 
| Type d'inondation           | Type d'eau              | Nom                          | Noms alternatifs                                    |
| --------------------------- | ----------------------- | ---------------------------- | --------------------------------------------------- |
| Saisonnier                  | Eaux vives              | Várzea saisonnier            |                                                     |
| Saisonnier                  | Eau noire               | Igapó saisonnier             |                                                     |
| Marée                       | Eau salée               | Mangrove                     |                                                     |
| Marée                       | Sauvegarde eau douce    | Tidal várzea                 |                                                     |
| Précipitations irrégulières |                         | Forêt de plaine inondable    | Forêt riveraine le long de rivières de faible ordre |
| Permanent                   | Eaux vives              | Forêt marécageuse permanente | forêt marécageuse de várzea, várzea chavascal       |
| Permanent                   | Eau noire et eau claire | Igapó permanent              | Forêts inondées à long terme                        |

Les principales zones inondées sont les Iquitos, Purus, Monte Alegre, Gurupa et Marajó várzeas. Le Majaró várzea est à l'embouchure de l'Amazonie et est affecté à la fois par les eaux douces et les marées. 

### Campinaetcampinarana
Une Campina est une forêt ouverte poussant sur un sol sablonneux où la lumière du soleil peut atteindre le sol. Plus de la moitié des espèces d'orchidées des basses terres amazoniennes poussent dans ce type de forêt. Les termes campina et campinarana désignent tous deux des savanes de sable blanc qui sont très pauvres en nutriments. Elles peuvent être inondées périodiquement ou de façon saisonnière, auquel cas les racines souffrent d'un manque d'aération. La végétation est rabougrie. Pour certains, la campina se distingue comme étant totalement dénuée d'arbres. Le terme campinarana est utilisé pour la transition entre campina et la forêt tropicale. 
La Campinarana se trouve dans des zones isolées des bassins du Rio Negro et du Rio Branco, dans le nord du Brésil. Les parcelles de campinarana, qui peuvent couvrir plusieurs milliers de kilomètres carrés, se trouvent dans la région de transition du plateau de Guyane au bassin amazonien. La Campinarana se trouve généralement sur le sable blanc lessivé autour des dépressions marécageuses circulaires dans les forêts tropicales humides des plaines. Le sol est pauvre en nutriments, avec un humus très acide. La Campinarana comprend la savane, le maquis et les forêts. La savane est principalement composée d'herbes et de lichens, trouvés dans les plaines humides à côté des lacs et des rivières. Le maquis a du sable nu, des plantes herbacées, des arbustes et des arbres de moins de 7 m de haut. 
La forêt humide Japurá-Solimões-Negro pauvre en nutriments est similaire à la Rio Negro Campinarana. 

### Restinga

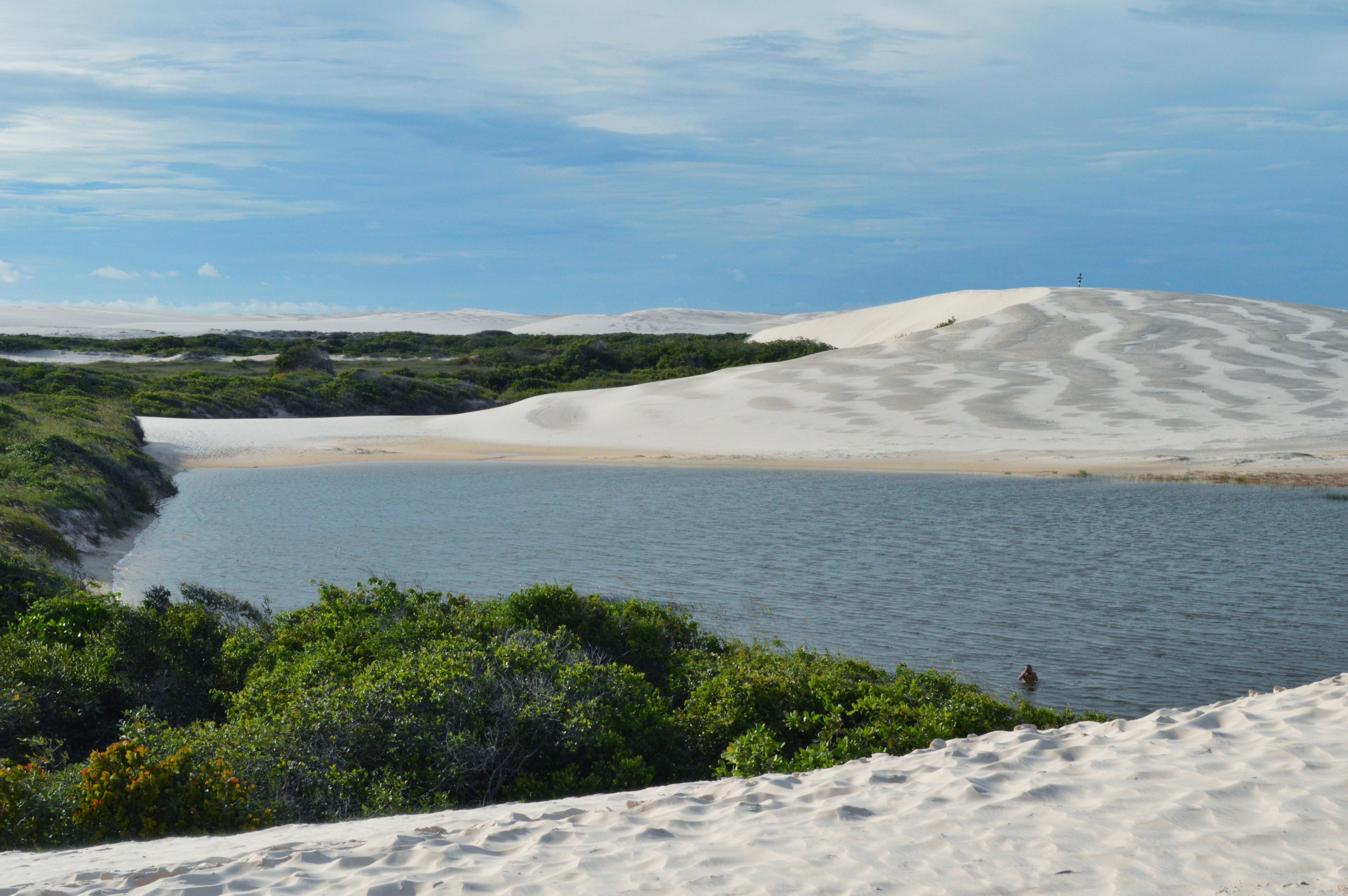
Dunes et végétation dans le parc national Lençóis Maranhenses

Les restingas du nord-est du Brésil sont des habitats de dunes côtières qui s'étendent le long de la côte du nord-est du Brésil, entrecoupés de lagunes, de mangroves et de parcelles de savane caatinga. Le terrain derrière les dunes peut comprendre des palmiers nains, des broméliacées, des fougères, des arbustes, des herbes et des broussailles. Les zones les plus exposées contiennent principalement des herbes et des broussailles de hauteur moyenne, tandis que les zones abritées contiennent des parcelles de cactus et des fourrés peu secs. La faune comprend les ouistitis, les jaguarundis, les chauves-souris proboscis, à ailes sacrées, bulldog et à dos nu de Davy, le Tantale d'Amérique, la spatule rosée, le héron à tête blanche, la grande aigrette, le héron garde-bœufs, le bihoreau gris et le cormoran néotropique. L'écorégion possède diverses espèces endémiques. Le parc national Lençóis Maranhenses protège une grande partie de cet habitat.

## Conservation
Sur les 1 149 aires fédérales et étatiques protégées au Brésil en 2014, 247 couvrant 1 100 000 km2 se trouvaient dans le biome amazonien et représentaient 73% de la superficie totale protégée aux niveaux fédéral et étatique au Brésil. Les unités fédérales couvraient 587 000 km2 et les unités étatiques couvraient 523 000 km2. Il s'agit notamment des parcs nationaux et d'État entièrement protégés (22%), des stations écologiques (9%), des réserves biologiques (4%) et des refuges pour la faune ainsi que des forêts nationales et d' État à usage durable (26%), des zones de protection de l'environnement (17%), les réserves extractives (12%), les réserves de développement durable (10%) et les zones d'intérêt écologique. Plus de 15 000 km2 du biome de l'Amazonie brésilienne a été déboisé en 2008-2012, dont 6% se sont déroulés dans des zones protégées. 71% des aires protégées fédérales et étatiques au Brésil n'ont subi aucune déforestation au cours de cette période. 
Bien que le Forum économique mondial désigne le Brésil comme étant le premier pays au monde en termes de potentiel naturel touristique, le pays est 52e dans la compétitivité du tourisme, lorsque des facteurs tels que les infrastructures sont pris en compte.
La faible utilisation par le public, en partie à cause de l'inaccessibilité des parcs nationaux et fédéraux, et le fait qu'ils ne parviennent pas à soutenir les économies locales entraînent par conséquent un manque de soutien de la société, en particulier des communautés locales.
Les forêts nationales et l'état ont de faibles niveaux de scolarité durable pour leurs contrats d'exploitation forestière, la Forêt Nationale de Tapajós dans l'état du Pará étant une exception.
Le Brésil possède de solides systèmes pour la surveillance de la couverture terrestre et de la déforestation, mais à partir de 2014, 64% des gestionnaires des aires protégées ont dit qu'ils n'avaient pas de suivis de la biodiversité dans les cinq années précédentes, et plus de la moitié ont dit qu'ils n'ont pas d'outils pour surveiller le développement social et environnemental.

## Menaces

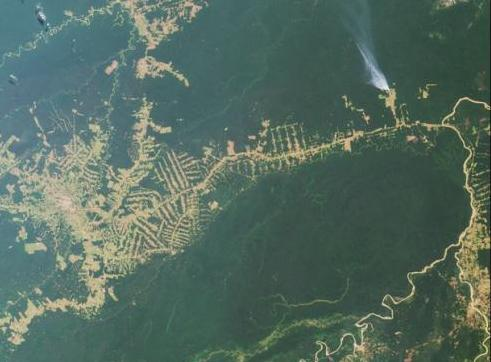
Rio Branco et BR-364 en 2000 montrant des modèles de déforestation à chevrons.

L' « arc de déforestation » se trouve aux confins est et sud du biome. En 2006, environ 16% du biome amazonien au Brésil avait été déboisé. Les images satellites montrent qu'au cours de la période 2006-2011, la déforestation totale dans le biome amazonien était de 45 100 km2, dont 34 700 hectares dans les trois États producteurs de soja du Mato Grosso, Para et Rondonia. Une enquête de 2009 a montré que sur 620 zones récemment déboisées, 203, soit 32%, avaient été converties en pâturage tandis que 12, ou moins de 1%, étaient utilisées pour le soja. 
Le biome n'est pas le même que celui de l'Amazônia Legal, qui couvre une plus grande superficie du Brésil. Le biome amazonien couvre environ 82% de l'Amazonie légale si le cerrado et le campinarana sont exclus. Les défenseurs de la culture du soja soulignent que les fermes de soja de l'Amazonie légale occupent principalement des zones de cerrado, pas le biome amazonien. Une déclaration de Cargill en 2006 a déclaré: « Le soja occupe moins de 0,6% des terres du biome amazonien aujourd'hui, et la majeure partie de ce soja est cultivée en marge du biome amazonien dans la zone de transition entre le Cerrado et la forêt ». Une évaluation de 2010 des producteurs de soja associés au Grupo André Maggi a révélé que 62,55% des propriétés produisaient 78,09% de la récolte dans le biome cerrado, tandis que 37,45% produisaient 21,91% de la récolte dans le biome amazonien. 
En 2000, le gouvernement brésilien a interdit la création de plantations de canne à sucre dans le biome amazonien. En 2010, un décret présidentiel a accordé des crédits à faible taux d'intérêt au développement du palmier à huile, mais uniquement sur des terres qui avaient été déboisées avant 2008. Cela peut s'avérer une solution économique écologiquement durable. 